# Дюсеп, Жиль
Жиль Дюсе́п (фр. Gilles Duceppe, 22 июля 1947, Монреаль) — канадский политик: с 1990 по 2011 федеральный депутат от округа Лорье — Сент-Мари, с марта 1997 по май 2011 глава Квебекского блока (КБ).
На выборах 2 мая 2011 он потерпел поражение в своём округе от новодемократа Элен Лавердьер. Результаты этих выборов стали худшими для Квебекского блока за всю его историю. Жиль Дюсеп уже вечером после выборов объявил о своей отставке из руководства Квебекского блока.

## Биография
Жиль Дюсеп родился в Монреале в семье известного квебекского актёра Жана Дюсепа и Элен Роули. Он изучал политологию в Монреальском университете. В молодости он интересовался коммунизмом и был активным членом находившейся под влиянием новых левых Коммунистической рабочей партии (КРП) маоистского толка, о чём впоследствии сожалел. Позже он становится участником переговоров Конфедерации национальных профессиональных союзов (КНПС).
В 1990 на частичных выборах в округе Лорье — Сент-Мари в Монреале Жиль Дюсеп становится первым депутатом, избранным под знамёнами Квебекского блока. Между тем, он официально был зарегистрирован тогда как независимый. Ранее в том же году все другие депутаты Квебекского блока перешли в него из Прогрессивно-консервативной или Либеральной партий.
В 1996 тогдашний глава Квебекского блока Люсьен Бушар покидает свой пост, чтобы остаться в квебекской политике и возглавить Квебекскую партию. Тогда исполняющим обязанности главы Квебекского блока до избрания Мишеля Готье был выбран Жиль Дюсеп. Когда Мишель Готье ушёл в отставку со своего поста в марте 1997, его преемником также стал Жиль Дюсеп.
На всеобщих выборах 1997 Квебекский блок потерял свой статус официальной оппозиции. После 54 кресел в прежнем созыве партия получила 44 кресла и скатилась на третье место в Палате общин после Реформистской партии Канады. Кампания 1997 была крайне сложной для Жиля Дюсепа, так как необходимость Квебекского блока была поставлена под сомнение через два года после провала на референдуме 1995 в Квебеке. В ходе этой кампании глава сепаратистов становится жертвой «колпачной» атаки: после предвыборного посещения сорель-трасийской сыроварни, где он по гигиеническим соображениям должен был надеть колпак, его высмеивали и беспощадно представляли в карикатурном виде несколько месяцев, что совершенно не способствовало его авторитету главы партии, и народное расположение к нему уменьшалось.
На выборах 2000 Квебекский блок опустился до 38 кресел. Между тем, скандал финансирования, начавшийся в правление Жана Кретьена и разразившийся в 2003, вскоре после его ухода с поста главы либералов, увеличил шансы Квебекского блока на кресла в Палате. Опытный политик и искусный в политической борьбе и во время предвыборных кампаний Жиль Дюсеп на федеральных выборах 2004 приводит свою партию к значительным результатам. Квебекский блок вернулся к результатам 1993, получив 54 кресла. Тогда сформировать официальную оппозицию сепаратистской партии помешало объединение Прогрессивно-консервативной и Реформистской партий.
В связи с недавним успехом партии Жиля Дюсепа на вотуме доверия, проведённом на национальном съезде в октябре 2005, его поддержало 96,8 % делегатов Квебекского блока. В том же 2005 отставка Бернара Ландри с поста главы Квебекской партии и официальной оппозиции даёт пищу домыслам по поводу шансов Жиля Дюсепа вступить в борьбу за руководство Квебекской партией. Сам Дюсеп вскоре положил конец слухам, отметив, что он не уедет из Оттавы, чтобы вступать в борьбу.
В мае 2007, сразу после поражения Квебекской партии на квебекских выборах 26 марта 2007 и отставки её главы Андре Буаклера, возобновились домыслы о назначении Дюсепа главой Квебекской партии. 11 мая 2007 Жиль Дюсеп подтвердил своё намерение участвовать в борьбе за руководство Квебекской партией за несколько минут до того, как о подобных намерениях объявила Полина Маруа. Между тем, на следующий день, через 30 часов после подтверждения об участии, он выходит из борьбы и присоединяется к Полине Маруа. Опрос Crop-La Presse, опубликованный в ежедневной газете Прес в субботу 12 мая, говорил о поддержке Полины Маруа 45 %, а Жиля Дюсепа — 21 % избирателей. Узнав об этом, Дюсеп сказал: «Полина в Квебеке, а Жиль в Оттаве».
Вернувшись в Палату общин в понедельник 14 мая, Жиль Дюсеп объявил, что на национальном съезде в октябре 2007 он предстанет перед новым вотумом доверия. И в этот раз депутаты его фракции оказали ему единодушную поддержку. Жиль Дюсеп объяснил, что по ошибке слишком быстро включился в борьбу за руководство Квебекской партией и утверждал, что хочет продолжить свою работу на федеральном уровне.
В тот же день Жиль Дюсеп сопровождал Полину Маруа на праздничный вечер Квебекского блока в Монреале, на котором он объявил ей о своей безусловной поддержке в провинции.
Новые федеральные выборы были назначены на осень 2008. Жиль Дюсеп снова достиг хороших результатов, хотя число депутатов его партии в Парламенте после выборов сократилось до 47. Сокращение консервативным премьер-министром Стивеном Харпером субсидий культурным организациям перевесило выбор в Квебеке в пользу Квебекского блока. Некоторые видели в Жиле Дюсепе человека, лишившего консерваторов большинства в Палате общин.

### Отставка
Федеральные выборы 2 мая 2011 положили конец работе Жиля Дюсепа в Оттаве. Вечером после выборов, когда стало известно о небывалой волне поддержки квебекцами Новой демократической партии, Квебекский блок потерял 43 из 47 кресел, которые он имел в Палате до выборов. Сам Дюсеп также потерпел поражение на этих выборах в своём округе и объявил о своей отставке с поста главы партии. Его сменила этническая гаитянка Вивиан Барбо, известная как профсоюзный и общественный деятель.